# Susanne Blakeslee
Susanne Ellender Blakeslee (Los Ángeles, 27 de enero de 1956) es una actriz estadounidense, reconocida por aportar su voz en variedad de series animadas y películas, y por su carrera en el teatro. En 2012 ganó un Premio Ovation en la categoría de mejor actriz protagónica en un musical por su participación en la obra Forbidden Broadway Greatest Hits, Volume 2.

## Biografía
Blakeslee nació en Los Ángeles el 27 de enero de 1956. Inició su carrera en el teatro y paulatinamente empezó a interpretar papeles de voz en producciones para cine y televisión. Entre sus voces más destacadas se encuentran la de Cruella de Vil en 101 dálmatas 2 y Mickey's House of Villains; de Wanda, Anti-Wanda y la señora Turner en Los padrinos mágicos y de Maléfica en una gran variedad de videojuegos y musicales de teatro.

## Filmografía

### Producciones de animación
- All Dogs Go to Heaven: The Series - Voces adicionales
- All Hail King Julien - Butterfly Queen
- American Dragon: Jake Long - Dercerto
- Amphibia - Valeriana
- Be Cool, Scooby-Doo! - Charlene
- Billy Dilley's Super-Duper Subterranean Summer - Hag Witch
- Brandy & Mr. Whiskers
- Bunsen Is a Beast - Wanda, Sra. Turner
- Channel Umptee-3 - Voces adicionales
- Chowder - Abigail
- Cow and Chicken - Voces adicionales
- Crash Nebula - Galaxandra
- Danny Phantom - Dora Mattingly
- Ducktales - Sra. Quackfaster
- Elena of Avalor - Chandler
- The Fairly OddParents - Wanda, Sra. Turner, Anti-Wanda
- Grandma for President - Abuela
- Green Lantern: The Animated Series - Sayd
- The Grim Adventures of Billy & Mandy - Crabina
- Hey Duggee - Pegge
- Kick Buttowski: Suburban Daredevil - Bibliotecaria
- Disney's House of Mouse - Cruella de Vil
- It's Pony - Nana B
- Kung Fu Panda: Legends of Awesomeness - Mei Ling
- The Legend of Tarzan - Kala
- The Legend of Korra - Voces adicionales
- The Loud House - Agnes Johnson
- The New Woody Woodpecker Show - Madre naturaleza
- Oh Yeah! Cartoons - Wanda, Sra. Turner
- The Penguins of Madagascar - Sra. Trevor
- Phineas and Ferb - Voces adicionales
- The Powerpuff Girls - Sandra Practice
- The Powerpuff Girls (2016) - Sra. Moss, voces adicionales
- Rapunzel's Tangled Adventure - Lady Crowley
- The Replacements - Serena
- The Secret Saturdays - Rani Nagi, Dra. Miranda Gray
- What's New, Scooby-Doo? - Penelope Bailey
- Winx Club - Griselda
- The Zula Patrol - Chess Queen

### Películas
- 101 Dalmatians II: Patch's London Adventure - Cruella de Vil
- Cinderella II: Dreams Come True - Lady Tremaine
- Cinderella III: A Twist in Time - Lady Tremaine
- Disney Princess Enchanted Tales: Follow Your Dreams - Narradora
- Ernest & Celestine - Voces adicionales
- Howl's Moving Castle - Voces adicionales
- Jimmy Neutron's Nicktoon Blast - Wanda
- Mickey's House of Villains - Cruella de Vil
- My Life as a Courgette - Sra. Paterson
- Planet 51 - Voces adicionales
- Shrek the Third - Evil Queen
- Star Tours - Kaink
- The Jimmy Timmy Power Hour - Wanda, Sra. Turner, Anti-Wanda
- Tales from Earthsea - La Reina
- Tangled - Voces adicionales
- Winx Club: The Secret of the Lost Kingdom - Griselda